# Thaddeus Ross (Marvel Cinematic Universe)
Thaddeus "Thunderbolt" Ross è un personaggio immaginario del Marvel Cinematic Universe (MCU), basato sull'omonimo personaggio di Marvel Comics. È stato interpretato inizialmente da William Hurt e, in seguito, da Harrison Ford.
Inizialmente Ross è presentato come tenente generale delle forze armate statunitensi e padre di Betty Ross, con la quale ha un rapporto complesso. Guida la caccia a Bruce Banner e, involontariamente, contribuisce alla creazione dell'Abominio. Dopo il congedo dall'esercito, diventa Segretario di Stato e propone agli Avengers gli Accordi di Sokovia, provocandone lo scioglimento. Dopo essere stato vittima del Blip e successivamente riportato in vita, Ross viene eletto Presidente degli Stati Uniti, entrando in contrasto con Sam Wilson. In seguito, ingerendo pillole irradiate ai raggi gamma create da Samuel Sterns, si trasforma nel Hulk Rosso, causando la distruzione della Casa Bianca. Alla fine si dimette dalla presidenza e viene imprigionato nella prigione sottomarina nota come la Raft.
William Hurt ha interpretato Ross nei film L'incredibile Hulk (2008), Il consulente (2011), Captain America: Civil War (2016), Avengers: Infinity War (2018), Avengers: Endgame (2019) e Black Widow (2021). Dopo la morte di Hurt nel 2022, Harrison Ford ha assunto il ruolo in Captain America: Brave New World (2025). Entrambi gli attori hanno ricevuto recensioni generalmente positive per la loro interpretazione di Ross. Versioni alternative del personaggio compaiono in diverse serie animate su Disney+, doppiate da Michael Patrick McGill e Travis Willingham.

## Accoglienza

### Interpretazione di Hurt
L'interpretazione di Ross da parte di William Hurt ha ricevuto un’accoglienza generalmente mista, tendente al positivo. Looper e BuzzFeed lo hanno collocato rispettivamente al 71º e al 36º posto nelle loro classifiche dei peggiori ai migliori villain del MCU. Per il suo ruolo in L'incredibile Hulk (2008), Adam Vary di BuzzFeed News ha osservato che Hurt è "sempre interessante", ma che il personaggio era spesso "così incoerente da non offrire molto su cui [Hurt] potesse lavorare". In una recensione dello stesso film per The Independent Critic, Richard Popes ha invece elogiato la sua performance, affermando che Hurt "brilla nel dare al generale Ross il giusto tocco di umanità per accompagnare le sue palesi inclinazioni malvagie".
Per il suo ruolo in Captain America: Civil War (2016), Jim Batts di We Are Movie Geeks ha commentato che, dopo otto anni, Hurt si inserisce perfettamente nell'attuale MCU, riuscendo ad "aggiungere un’aura di severa gravitas".